# گیلداس
گیلداس (انگلیسی: Gildas; c. 500 – 570) قدیس مسیحی بود.او یک راهب بریتانیایی قرن ششم بود که بیشتر به خاطر بحث‌های مذهبی تندش در کتاب ویرانی و فتح بریتانیا که تاریخ انگلیسی ها را قبل و در زمان آمدن ساکسون ها بازگو می کند شناخته شده است.او یکی از بهترین شخصیت‌های مستند کلیسای مسیحی در جزایر بریتانیا در دوران روم است و به دلیل دانشش در خصوص کتاب مقدس و سبک ادبی‌اش مشهور بود. در اواخر عمر خود، او به بریتانی مهاجرت کرد و در آنجا صومعه ای تأسیس کرد.

## زندگی

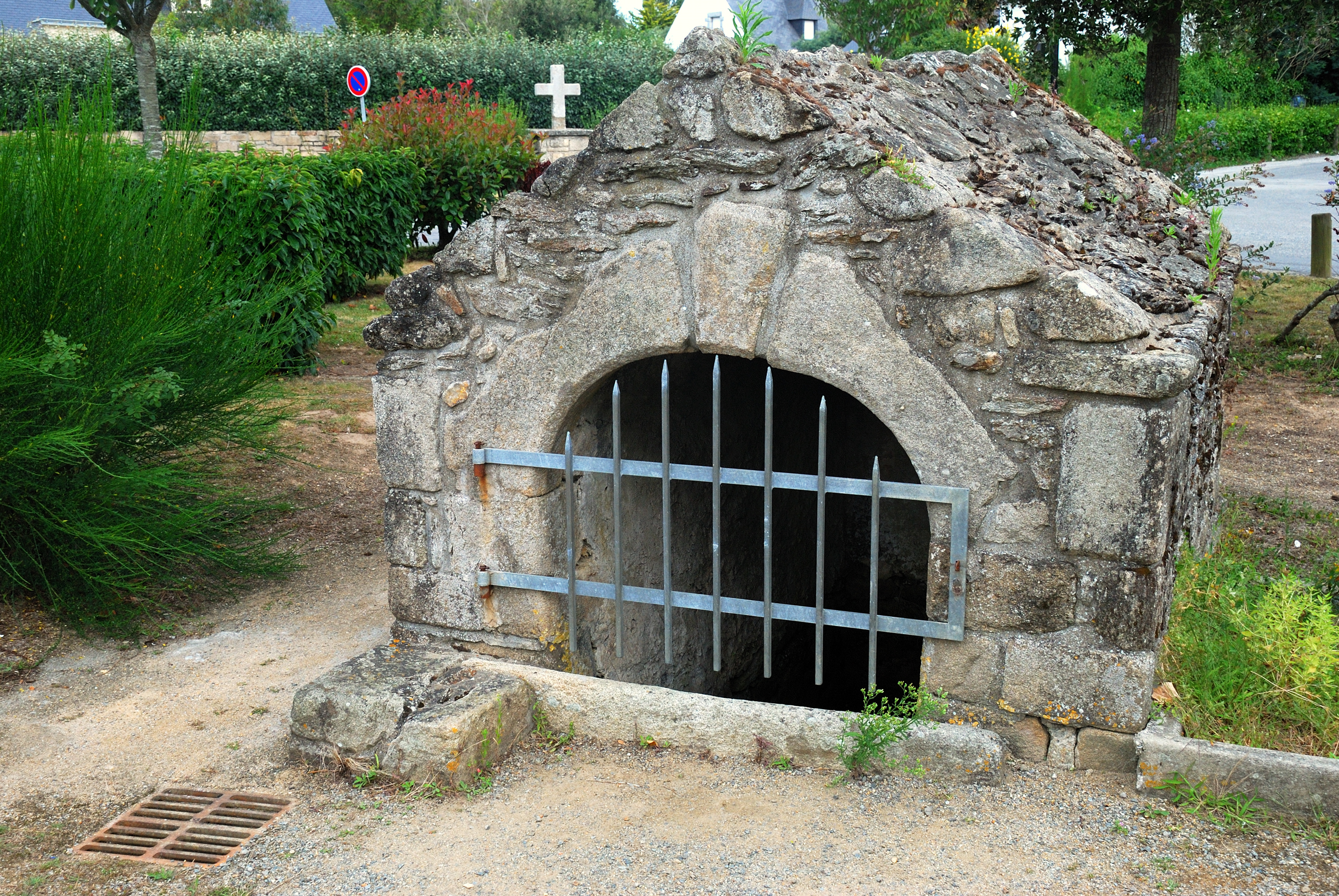
چشمه سنت گیلداس

نسخه‌های متفاوتی از زندگی سنت گیلداس وجود دارد، اما تمام آن ها متفقند که او در جایی که اسکاتلند کنونی در سواحل رودخانه کلاید به دنیا آمد و او فرزند یک خانواده سلطنتی بود. این آثار در قرن یازدهم و دوازدهم نوشته شده و از نظر محققان غیر تاریخی است. در حال حاضر تصور می شود که محل تولد او در جنوب است.در کتاب ویرانی و فتح بریتانیا، گیلداس اشاره می کند که سال تولد او با نبرد مونس بادونیکوس، که ممکن است در سال ۴۸۲ پس از میلاد اتفاق افتاده باشد، یکسان بوده است. او در یک صومعه در ولز جنوبی تحت سرپرستی سنت ایلتود، تحصیل کرد، جایی که او تصمیم گرفت میراث سلطنتی خود را رها کند و رهبانیت را پذیرفت. او معلمی مشهور شد و بسیاری  به واسطه او به مسیحیت گرویدند و کلیساها و صومعه های متعددی را در سراسر بریتانیا و ایرلند تأسیس کرد. گمان می رود که او قبل از مهاجرت به بریتانی به رم سفر کرده و در آنجا زندگی به عنوان یک گوشه نشین را در پیش گرفته باشد. با این حال، زندگی خلوت گونه او کوتاه بود، و دانش آموزان به زودی او را جستجو کردند و از او التماس کردند که به آنها آموزش دهد. او سرانجام صومعه‌ای را برای این دانش‌آموزان در بریتانی تأسیس کرد، جایی که کتاب ویرانی و فتح بریتانیا را نوشت و از حاکمان بریتانیا انتقاد کرد و آنها را تشویق کرد که گناهان خود را کنار بگذارند و ایمان واقعی مسیحی را بپذیرند.دو روایت تاریخی متفاوت از زندگی گیلداس وجود دارد، اولین نسخه توسط راهبی ناشناس در قرن نهم و دیگری توسط کارادوک در اواسط قرن دوازدهم نوشته شده است. برخی از مورخان سعی کرده اند تفاوت نسخه ها را با بیان اینکه دو قدیس به نام گیلداس وجود داشته است توضیح دهند، اما نظر عمومی تر این است که تنها یک سنت گیلداس وجود داشته است و اختلاف بین این دو نسخه را می توان از این جهت توضیح داد که آنها به فاصله چند قرن از هم نوشته شده اند.